# Philadelphia-Schule
Die Philadelphia-Schule (PhS) ist ein 1980 gegründeter christlicher Verein, der Hausunterricht anbietet. Er entstand aus der Unzufriedenheit der Gründerfamilie Stücher mit den Inhalten der damaligen Lehrpläne. Heute (Stand Februar 2017) werden Eltern in Deutschland und im Ausland beispielsweise für Missionarsfamilien begleitet.
Das Ziel ist die Unterstützung von Familien, die ihre Kinder im Glauben an Jesus Christus erziehen wollen. Häufig handelt es sich dabei um Heimschulen, bei denen eine oder mehrere Familien gemeinsam ihre Kinder zu Hause unterrichten. Die Schulpflicht wird mit dem Besuch dieser Schule nicht erfüllt, darauf weist die Schule auf ihrer Website hin.

## Abschlüsse
Die Kinder werden dabei auf die deutschen Schulabschlüsse an Hauptschulen und Realschulen vorbereitet. Der Abschluss wird über eine Partnerschule oder als Nichtschülerprüfung an einer anderen Schule erworben.

## Kritik
Helmut Stücher, der in der USA als Hausunterrichts-Vertreter in Deutschland gilt, ist in der Politik mit seiner Schule nicht unumstritten. Nach Angaben auf der eigenen Webseite können die Kinder das zur Verfügung gestellte Lernmaterial durcharbeiten und geschulte Lehrer kontaktieren.